# Phaner
Phaner es un género de primates estrepsirrinos de la familia Cheirogaleidae conocidos comúnmente como lémures de orejas ahorquilladas. Como todos los demás lémures, este género es endémico de la isla de Madagascar.

## Descripción
Reciben el nombre común de lémures de orejas ahorquilladas debido a la línea negra en forma de Y que les va desde encima de los ojos, pasando por las orejas, hasta unirse en la parte superior de la cabeza formando una sola línea. Tienen una longitud corporal de 23 a 28 centímetros, una espesa cola de 29 a 37 centímetros y pesan entre 300 y 500 gramos. Su pelaje es marrón claro con la parte ventral más clara de color crema, blanco o marrón pálido.  Estos lémures tienen una dieta especializada de savia de árbol, y sus manos y pies son relativamente grandes para poder asirse a los troncos de los árboles. Tienen largos premolares anteriores caniformes que son utilizados para extraer la goma rasgando la corteza de los árboles. Cuentan con una lengua larga que ayuda a la obtención de la goma.

## Comportamiento
Los lémures de orejas ahorquilladas viven en los bosques, y pueden ser encontrados tanto en selvas tropicales como en árboles frondosos en áreas de sabana. Son animales nocturnos y duermen durante el día en huecos de árboles o en ramas. Por la noche van a buscar comida, corriendo de forma cuadrúpeda a través de las ramas y dando saltos de hasta 10 metros entre árboles.
Estos primates son territoriales, y requieren aproximadamente de 4 hectáreas. Los límites de su territorio los marcan con una glándula cutánea en la garganta. Esto impide a otros machos habitar la misma área, mientras que las mujeres pueden superponerse en esas zonas, lo que a menudo lleva a la formación de parejas monógamas, que duermen y se alimentan juntas. Utilizan mucho las vocalizaciones y tienen una compleja gama de llamadas.
Su dieta está compuesta fundamentalmente por la goma de los árboles del género Terminalia, y pequeños artrópodos que le aportan proteínas.
Tienen una cría por temporada, por lo general en noviembre o diciembre. Cuando ha madurado lo suficiente, la cría se agarrará al estómago de la madre, y cuando se hace más pesado es transportado dorsalmente. La esperanza de vida de estos animales bajo el cuidado humano es de hasta 12 años.

## Conservación
La principal amenaza para estos primates es la destrucción de su hábitat debido a la tala forestal. Según algunas estimaciones en torno a los años 1990 había aproximadamente de 1000 a 10 000 individuos libres en la naturaleza. La UICN incluye en su Lista Roja a P. parienti y P. electromontis como vulnerables, y P. pallescens y P. furcifer están catalogadas como casi amenazadas.
Los lémures de orejas ahorquilladas se pueden encontrar en las reservas naturales malgaches de Ankarana Reserve, Manongarivo Reserve, Andranomena Reserve, Tsingy de Bemaraha Strict Nature Reserve, Tsaratanana Reserve, Andohahela National Park y Amber Mountain National Park.

## Especies
Existen cuatro especies descritas, todas endémicas de Madagascar:
- Phaner furcifer, localizado en la península de Masoala, al nordeste de la isla.
- Phaner pallescens, al oeste de la isla.
- Phaner parienti, que se puede encontrar en la región de Sambirano, al noroeste.
- Phaner electromontis, localizado en el Amber Mountain National Park, en el extremo norte de la isla.

En diciembre de 2010, Russell Mittermeier de Conservation International y Ed Louis del Zoo Henry Doorly de Omaha (Nebraska), anunciaron la posibilidad de la existencia de una nueva especie del género en el área protegida de Daraina, al nordeste Madagascar. En octubre, un espécimen fue observado, capturado y posteriormente liberado, aunque están todavía pendientes las pruebas genéticas que determinen si es de hecho una nueva especie. El espécimen mostraba un colorido ligeramente diferente, una extraña estructura bajo la lengua, y un inusual comportamiento de balanceo de la cabeza. De ser confirmado como una nueva especie, planean asignarle el nombre de Fanamby, una importante organización conservacionista que trabaja en la citada área protegida. En 2013 estos mismos autores publicaron el libro Handbook of the Mammals of the World citando 4 especies para este género. Sin embargo, hicieron notar que la población de Phaner electromontis de la región de Daraina estaba en proceso de ser descrita como nueva especie.